# Theo Dilissen
Theodoor Jacob Gustaaf O Dilissen (Wilrijk, 3 augustus 1953 – Halle, 28 juni 2016) was een Belgisch bedrijfsleider en bestuurder. Voordien was hij vooral bekend als basketbalspeler.

## Biografie

### Carrière
Van opleiding was Theo Dilissen socioloog en genoot een MBA-opleiding. Aanvankelijk was hij COO van de Deense multinational ISS, vooral actief in de schoonmaak. 
In 2001 werd hij verkozen tot Manager van het Jaar, georganiseerd door het tijdschrift Trends. Hij kreeg de titel omdat hij het toen noodlijdend bedrijf Real Software – tussen 2000 en 2004 – (heden RealDolmen) had omgezet tot een winstgevend bedrijf. In 2005 werd hij CEO en voorzitter van Aviapartner, dat de bagagebehandeling organiseert op Brussels Airport. Vervolgens was hij CEO van bouwingenieursbureau Arcadis.
In 2004 werd hij in opvolging van Jan Coene voorzitter van telecombedrijf Belgacom (latere Proximus). Stefaan De Clerck volgde hem in 2013 op. Hij was ook bestuurder van het Antwerp World Diamond Centre (2007-2008) en Eurostar en lid van de adviesraad van het investeringsfonds Waterland Private Equity Investments.

### Basketbal
Voordien was Dilissen in België vooral bekend als basketbalspeler. Hij speelde vele jaren bij de toenmalige eersteklasseclub Racing Mechelen, dat in die periode verschillende keren kampioen werd en de Beker van België won.
Hij werd 35 maal opgeroepen bij de nationale ploeg.